# Còlit formiguer de Rüppell
El còlit formiguer de Rüppell (Myrmecocichla melaena) és una espècie d'ocell de la família dels muscicàpids (Muscicapidae) pròpia de la banya d'Àfrica Es troba a les muntanyes del nord d'Etiòpia i Eritrea, entre els 1.800 i els 2.700 m d'altitud. Habita els roquissars. El seu estat de conservació es considera de risc mínim.
El nom específic de Rüppell fa referència a Eduard Rüppell, zoòleg alemany que explorà al nord-est d'Àfrica i al Pròxim Orient al segle xix.